# Мала Ријека (Расиња)
Мала Ријека је насељено место у општини Расиња, до нове територијалне организације у саставу бивше општине Копривница, у Подравини, Хрватска.

## Становништво

### Број становника по пописима
| Националност   | 2001. | 1991. | 1981. | 1971. | 1961. | 1953. | 1948. | 1931. | 1921. | 1910. | 1900. | 1890. | 1880. | 1869. | 1857. |
| бр. становника | 29    | 36    | 58    | 91    | 124   | 123   | 119   | 0     | 0     | 0     | 151   | 157   | 0     | 0     | 0     |

- напомене:

Исказује се од 1869. као део насеља, а од 1880. као насеље. У 1869. и 1880. те од 1910. до 1931. подаци су садржани у насељу Дуга Ријека.

### Национални састав
| Националност       | 1991.       | 1981.       | 1971.       | 1961.       |
| Срби               | 27 (75,00%) | 29 (50,00%) | 46 (50,54%) | 57 (45,96%) |
| Хрвати             | 7 (19,44%)  | 15 (25,86%) | 44 (48,35%) | 66 (53,22%) |
| Југословени        | 1 (2,77%)   | 13 (22,41%) | 0           | 0           |
| остали и непознато | 1 (2,77%)   | 1 (1,72%)   | 1 (1,09%)   | 1 (0,80%)   |
| Укупно             | 36          | 58          | 91          | 124         |